# Circuito regenerativo

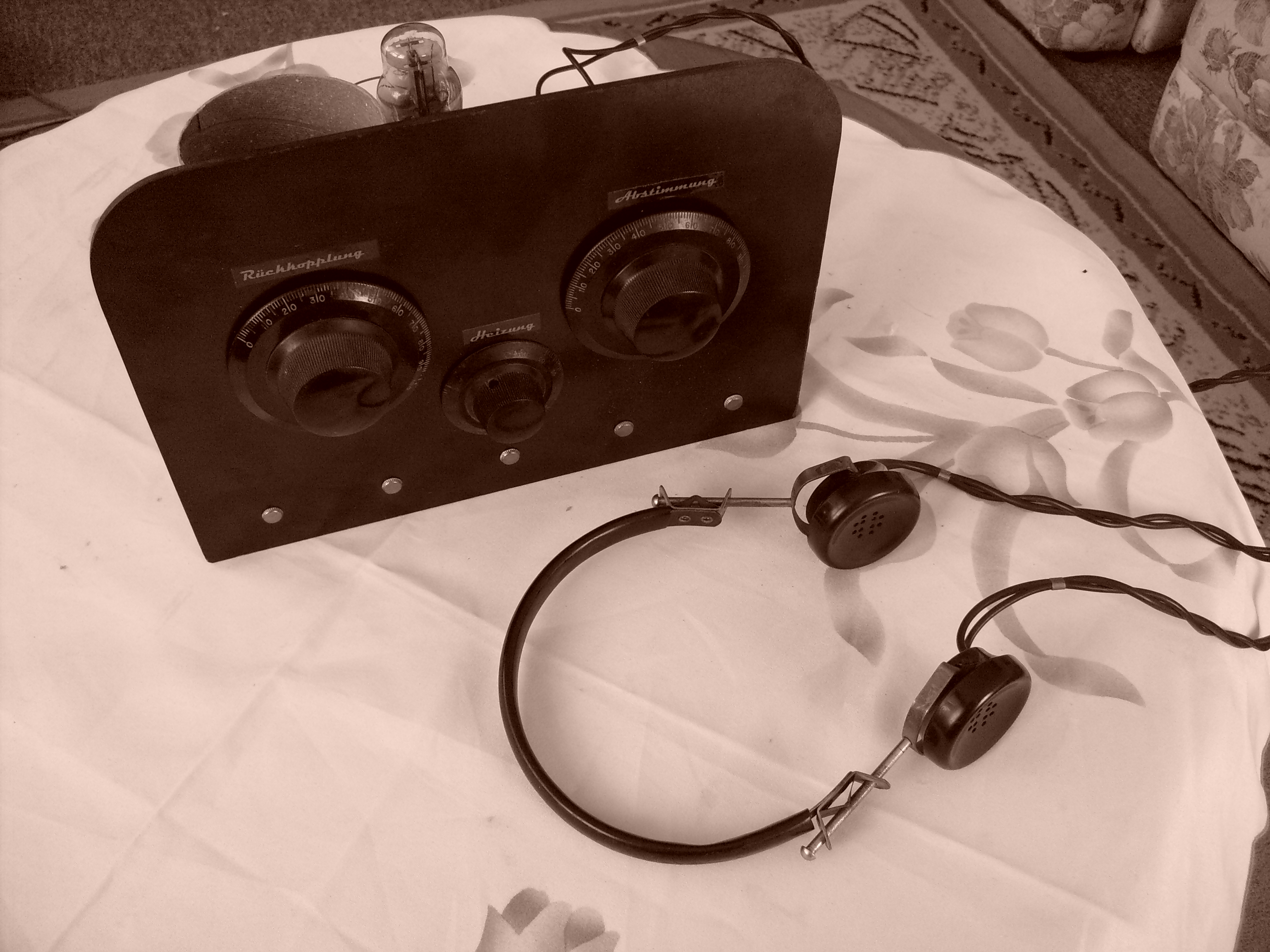
Receptor regenerativo de onda corta casero (aprox. 1930-1940)

El circuito regenerativo es la base tecnológica de los transmisores o receptores de radio. Cómo el nombre ya da a entender, es un sistema que se regenera a sí mismo cuyo componente principal se denomina elemento activo, que puede ser un tubo de vacío o un componente de estado sólido como, por ejemplo, un transistor. Permite la demodulacion de señales de CW, AM y BLU.

## Historia
El receptor regenerativo fue inventado 1912 y patentado en 1914 por el ingeniero eléctrico estadounidense Edwin Armstrong cuando era estudiante en la Columbia University. Este receptor utiliza un oscilador, llamado oscilador de batido, cuya señal una vez mezclada a la señal captada por la antena, permite la demodulacion.

### Desarrollo y apogeo en los años 1920
El receptor regenerativo tuvo su apogeo en los años 1920. Su capacidad a demodular no solo la AM, sino también la telegrafía (CW) permitió la iniciación de varios radioaficionados y futuros ingenieros que escuchaban las transmisiones con este receptor.
Una característica importante es la economía de medios: el receptor regenerativo solo necesita un único elemento activo, permitiendo su acceso por parte de gente de bajos recursos económicos.

### Prohibición en los años 1930
Sin embargo, el oscilador de batido del receptor regenerativo tiene un defecto: interfiere en un (corto) radio alrededor de su posición. Eso significa que dos receptores regenerativos relativamente cercanos uno de otro, interferiran en las escuchas respectivas. Con la difusión de los receptores de radio, y con la aparición del superheterodino, el receptor regenerativo fue finalmente prohibido. En España, eso sucedió en los años 1930.

### Renacimiento de la radio regenerativa como receptor de iniciación
Por la misma razón que había decretado su éxito en los años 1920, la economía de material, y por su capacidad de demodular la BLU (un modo vocal sumamente difundido hoy en día), las radios regenerativas han vuelto a aparecer, para convertirse en radios de iniciación para debutantes en la construcción de radios.
Edwin Armstrong inventó y patentó el circuito cuando todavía no estaba graduado, en 1914. Patentó el receptor regenerativo en 1922, y el receptor superheterodino en 1918.
Lee De Forest (el inventor del triodo) postuló una patente 1916 que resultó la fuente de varios litigios con Armstrong.  El juicio duró doce años, y terminó en la Corte Suprema de los Estados Unidos. La Corte decidió en favor de De Forest.
En la época de la introducción del receptor regenerativo, las válvulas de vacío eran caras y consumían mucha potencia, con el problema adicional del espacio y el peso de las secciones que proporcionaban la corriente continua. El diseño regenerativo satisfacía las necesidades de la comunidad de radioaficionados y fue rápidamente adoptado. Pese a que el superheterodino es el receptor más utilizado en nuestros días, la radio regenerativa es la que tiene la mejor relación prestaciones / componentes.
En la Segunda Guerra Mundial, el circuito regenerativo fue utilizado en algunos equipos militares al principio de la guerra. Un circuito relacionado, el super-regenerativo, encontró gran aceptación en el equipo militar como equipo de identificación, y en la ultrasecreta cabeza de proyectil de proximidad, que tuvo un impacto decisivo en la victoria aliada.

## Operación
La ganancia de cualquier dispositivo de amplificacion, como lo es una válvula termóiónica, transisor o un amplificador operacional, puede ser incrementada mediante la inyección de la energía de su circuito de salida a la de entrada con regeneración positiva. Esto es llamado regeneración. Debido a la gran amplificación posible con la regeneración, los receptores regenerativos utilizan un solo elemento amplificador (válvula o transistor). En un receptor regenerativo la salida del tubo o transisitor va conectada a su entrada mediante un bucle de retroalimentación con un circuito tanque (circuito LC) como filtro. El circuito sintonizado permite una retroalimentación positiva solo a su frecuencia resonante. El circuito sintonizado también va conectado a la antena y sirve para seleccionar la radiofrecuencia a recepcionar, y es ajustable para sintonizar entre diferentes estaciones. El bucle de retroalimentación tiene también la capacidad de ajustar el nivel de retroalimentación (ganancia del bucle). Para señales de AM, el tubo puede también cumplir  la función de detector que recupera la modulación de audio; cuando esto se hace, el circuito recibe el nombre de detector regenerativo.